# Rue de la Division-Leclerc (Wissous)
Pour l’article homonyme, voir Rue de la Division-Leclerc (Massy).
La rue de la Division-Leclerc est une voie de communication de Wissous dans l'Essonne.

## Situation et accès
Elle commence au nord, dans l'axe de la rue du Général-de-Gressot. Elle se termine place du Colonel-Flatters, cœur historique de la ville, où convergent la rue Victor-Baloche, la rue André-Dolimier et la rue Mondétour.

## Origine du nom

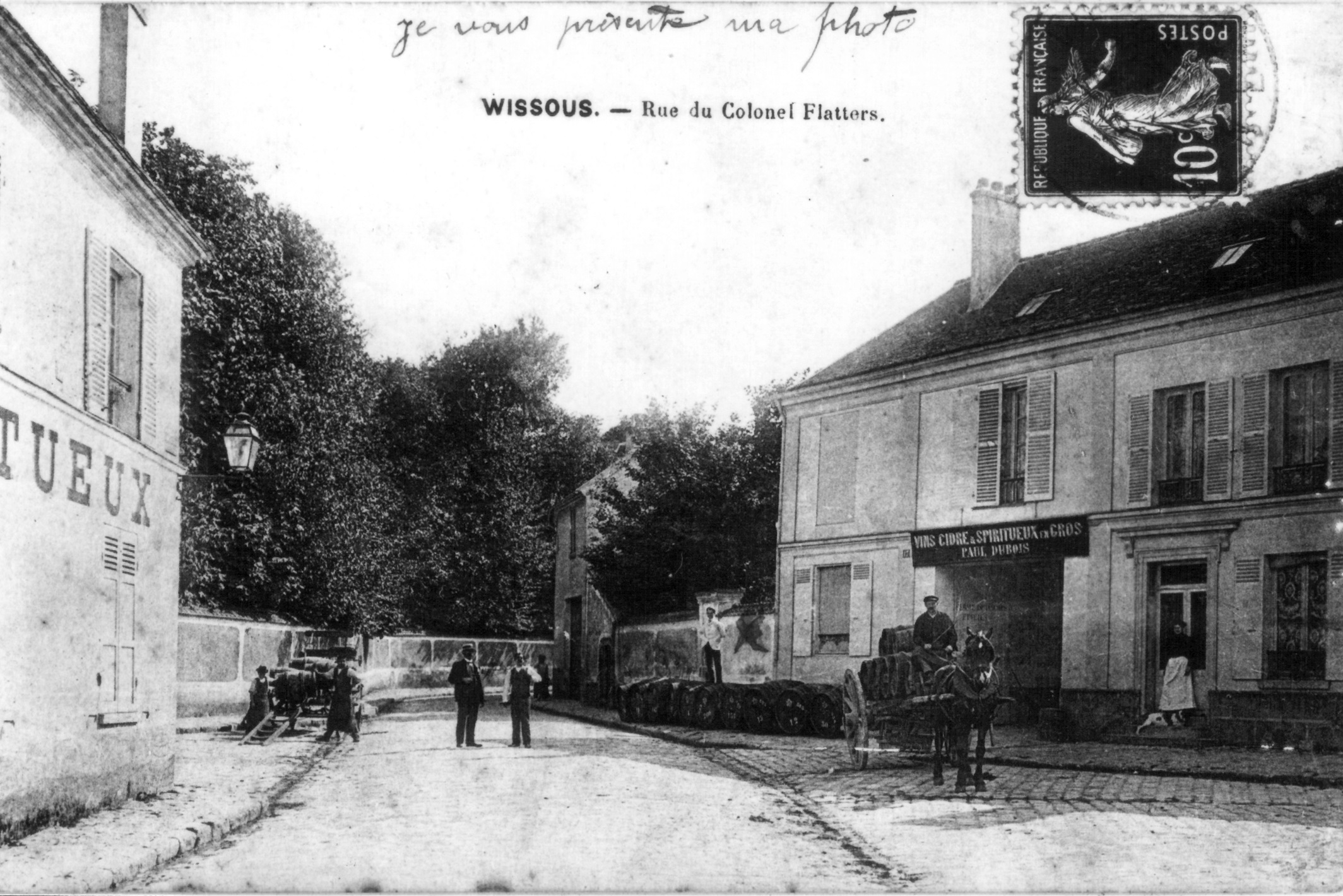
Wissous - Rue du Colonel-Flatters.

Le nom de cette rue avait été attribué à l'explorateur Paul Flatters, enterré dans l'ancien cimetière. 
Après-guerre, elle a été renommée en hommage à la 2e division blindée créée par le général Leclerc.

## Historique
Très ancienne, cette rue a été représentée par le photographe Eugène Atget. Avec dans son prolongement la rue du Général-de-Gressot, elle était autrefois appelée rue de la Vallée.

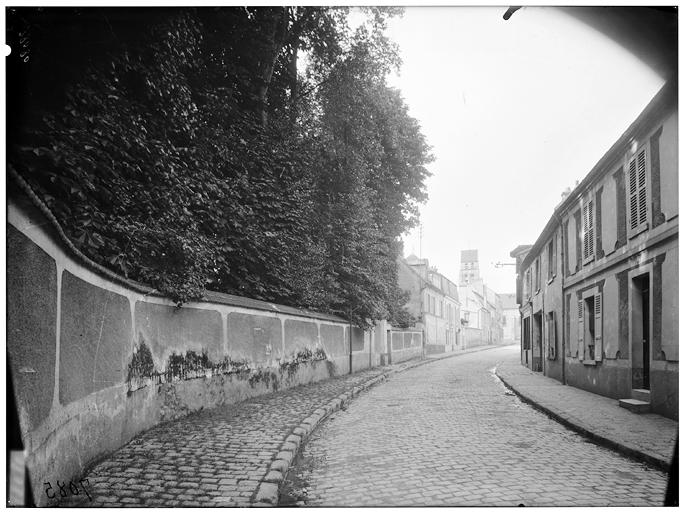
Eugène Atget - Façade de rue, Wissous, avant 1925.
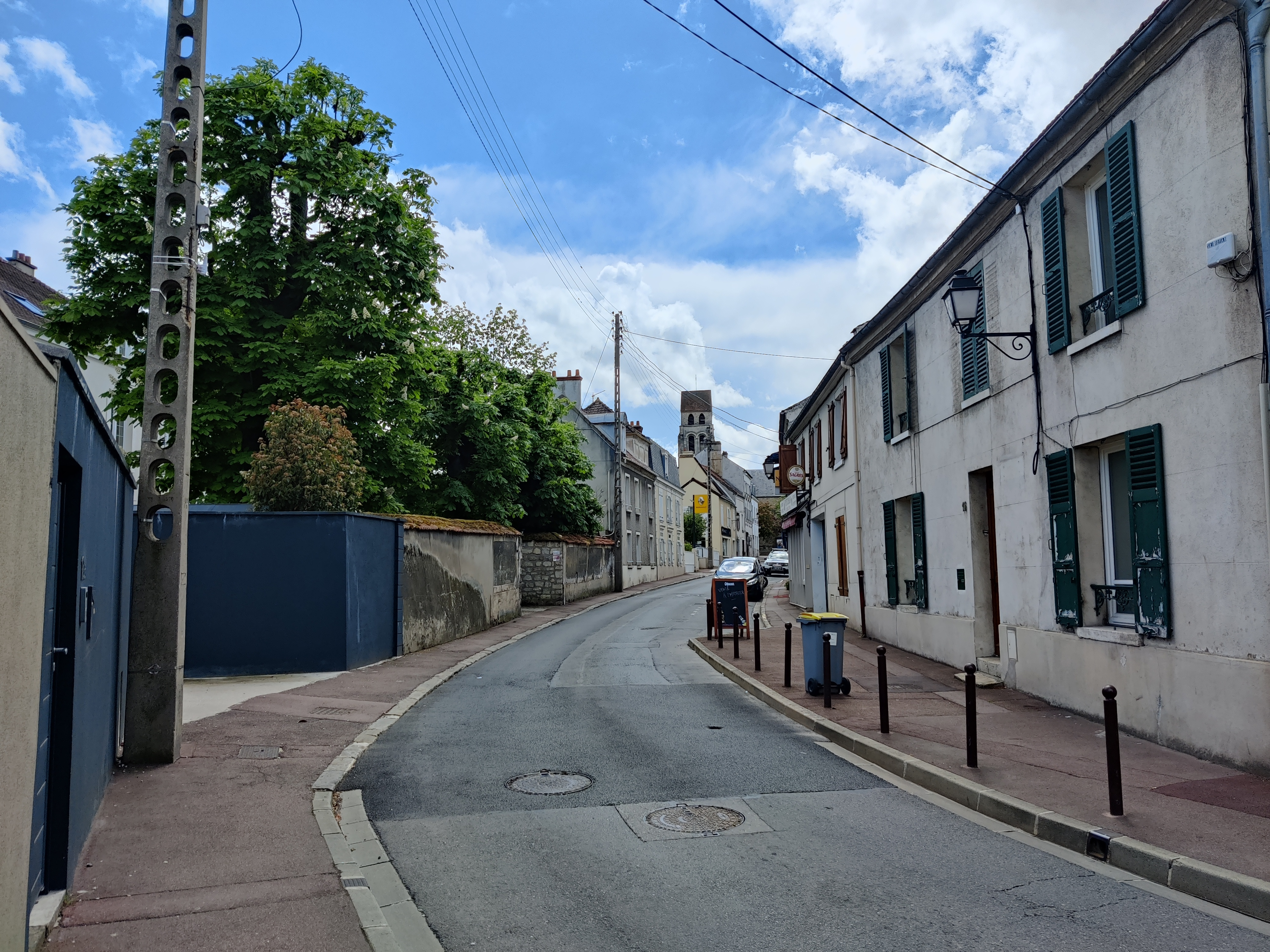
En mai 2021.

## Bâtiments remarquables et lieux de mémoire
- Hôtel de ville de Wissous.
- Emplacement de l'ancien hôtel de ville.
- Église Saint-Denis de Wissous.

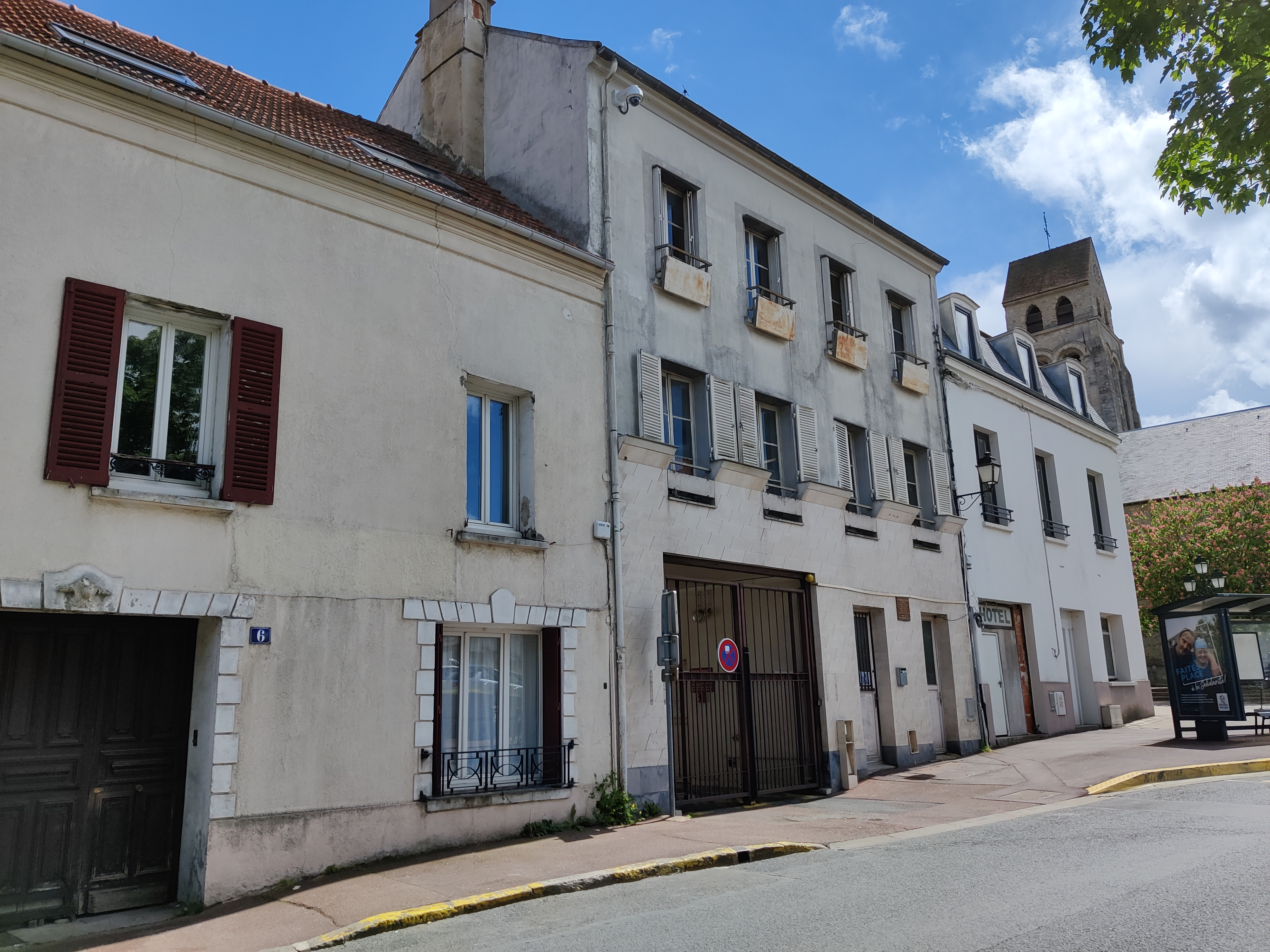
Ancienne mairie rue de la Division-Leclerc, Wissous.

- Sculpture "L'artiste incompris", œuvre de Jean-Alexandre Delattre.
- Ancien cimetière de Wissous, derrière les locaux de la Police Municipale.